# Fala/Wave
Fala/Wave – drugi album studyjny polskiej wokalistki Sylwii Lipki, wydany 20 października 2017 roku przez wytwórnię My Music.
Nagrania uzyskały status złotej płyty.

## Lista utworów[3]
CD 1
1. „Uskrzydlasz mnie”
2. „Nie zapomnę”
3. „Kłam dalej”
4. „Szmaragdowy”
5. „Niepoprawne”
6. „Teraz”
7. „Nie wracam”
8. „Kalkulacje”
9. „Na pokaz”
10. „Horyzont”

CD 2
1. „Fly to Sky”
2. „Moments”
3. „Lie More”
4. „Emerald”
5. „Wrong”
6. „Darling”
7. „I Won't Be Back Home”
8. „In Motion”
9. „Show Off”
10. „Horizon”